# 小笠原秀政
小笠原 秀政（おがさわら ひでまさ）は、戦国時代から江戸時代前期にかけての武将・大名。信濃守護小笠原氏の末裔。下総古河藩主、信濃飯田藩主を経て、信濃松本藩主となる。小笠原宗家初代。

## 生涯
永禄12年（1569年）3月21日、小笠原貞慶の長男として山城国宇治田原で生まれた。この頃の小笠原氏は武田信玄に信濃国を追われて流浪していたため、このような場所で生まれたものと思われる。天正10年（1582年）6月の本能寺の変で織田信長が死去すると、父の貞慶は徳川家康の家臣となるため、長男の貞政を人質として差し出し、貞政は石川数正に預けられた。
天正13年（1585年）、石川数正が貞政を引き連れて豊臣秀吉のもとへ出奔すると、貞慶も秀吉に仕えざるを得なくなった。貞政は秀吉より偏諱を与えられ、秀政と名乗った。天正17年（1589年）1月、父から家督を譲られて小笠原家の当主となった。8月には秀吉の仲介で家康と和睦し、家康の孫娘の登久姫（信康の娘）を娶ることを許された。
天正18年（1590年）、小田原征伐で軍功を挙げた。しかし父が秀吉の怒りを買って改易されると、父と共に再び家康に仕え、家康から下総国古河に3万石を与えられた。
文禄4年（1595年）3月20日、従五位下・上野介に任じられ、豊臣姓を与えられた。
慶長5年（1600年）の関ヶ原の戦いでは東軍につき宇都宮城守備に功を挙げ、翌年（1601年）に信濃国飯田5万石に加増移封された。慶長12年（1607年）、出家して家督を長男の忠脩に譲った。慶長18年（1613年）に父祖の地である信濃国松本8万石に加増移封された。
慶長20年（1615年）の大坂冬の陣の際は忠脩が小笠原軍を率いて出陣し、秀政は松本城の留守居であった。大坂夏の陣には秀政が参陣し忠脩が留守居を勤める予定であったが、忠脩は勝手に国元を出て従軍した。これは重大な軍令違反に相当するが、家康はこれを許したため、小笠原父子の軍は隣藩の諏訪忠恒らと共に榊原康勝軍に従って参戦した。しかし天王寺口の戦いで本多忠朝を救援した際、大坂方の猛攻を受けて忠脩は戦死し、秀政も瀕死の重傷を負って戦場を離脱するが、間もなく戦傷により死去したとされる。享年47。この激戦において本多忠朝も戦死し、榊原康勝も持病が悪化するのを構わず踏みとどまって戦い、それが原因で戦後すぐに病死している。
跡を次男の忠真が継いだ。なお、このときの秀政父子の戦死が、後世の小笠原家が改易の危機に見舞われた際、常に「父祖の勲功」として救われる一因を成した。

## 逸話
- 死ぬ前に、家康に対して「信濃は……」と言い残したと伝わる。続きは不明。後継者に関するものだと思われる。
- 織田信孝と同じ「弌剣平天下」の印判を用いていた[4]。